# Indumentaria en la Nueva España

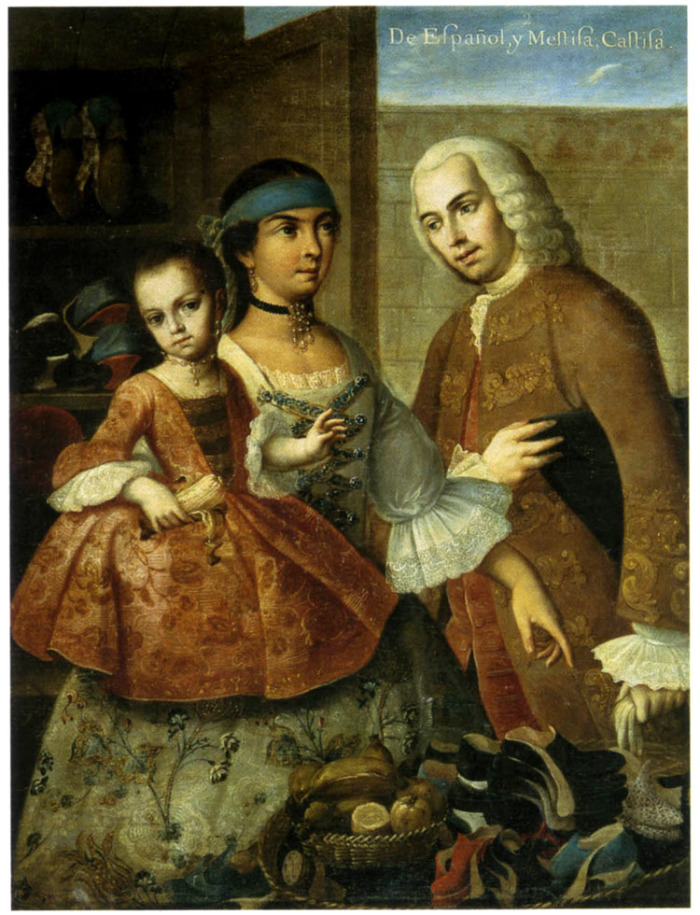
Miguel Cabrera, Pintura de Castas, 2. De español y mestiza – Castiza. 1763. La pintura de castas mostraba, también, la vestimenta de la época.

La indumentaria en la Nueva España se refiere a la forma de vestir de las personas durante el periodo virreinal (1521-1821). Fue un reflejo del sincretismo cultural entre las tradiciones indígenas y la moda europea impuesta por los colonizadores españoles. Más que un simple conjunto de prendas, la vestimenta representaba la jerarquía social, las costumbres de la época y las influencias de las distintas regiones que conformaban el virreinato. 
A través del estudio de la indumentaria que usaban los pobladores de la Nueva España, se revela una sociedad estratificada donde la vestimenta era un claro indicador de estatus social y una manifestación de la fusión cultural entre las tradiciones indígenas y las influencias europeas. Así como, su evolución con el tiempo, la adaptación en cuanto a las necesidades climáticas como a las condiciones socioeconómicas y culturales de la población. 
El estudio de la vestimenta virreinal nos permite entender mejor la compleja interacción entre las culturas que coexistieron en la Nueva España. A través de los textiles, las técnicas de confección y las regulaciones sociales sobre el vestir, es posible reconstruir un panorama de la vida cotidiana, los valores y las aspiraciones de los habitantes del virreinato. La vestimenta antes del virreinato estaba organizada y regulada de acuerdo con los rangos militares y religiosos, y esta jerarquía imponía normas rigurosas sobre el atuendo de cada persona. 

## Historia
Al inicio del virreinato, la Corona Española impulso normas sobre el uso de ciertas telas y accesorios, regulando así la manera en que las distintas clases sociales debían vestirse. Los materiales como la seda, el terciopelo y el brocado eran exclusivos de la aristocracia, mientras que el algodón y la lana eran más accesibles para las clases populares. A pesar de estas restricciones, la población mestiza y las comunidades indígenas supieron mezclar elementos europeos con textiles y técnicas locales, creando un estilo único que aún perdura en algunas regiones de México. 
Conquista española
La vestimenta de los indígenas se modificó significativamente. Las mujeres indígenas adoptaron blusas y enaguas con pretinas y delantales para cubrirse el torso. A pesar de estas imposiciones, elementos de la indumentaria tradicional persistieron, como el cueitl, huipiles, quechquémitl, fajas y mamalli. El huipil, una prenda tradicional, evolucionó hacia una versión transparente usada sobre la camisa, adornada con bordados y cintas de colores, posiblemente de gasa o encaje, que no tenía antecedentes prehispánicos. Los hombres indígenas comenzaron a usar pantalones y camisas, pero mantuvieron el uso de la tilma, que se transformó en el gabán y la faja.
Influencias
Con el paso de los siglos, la moda virreinal evolucionó influenciada por cambios políticos, sociales y económicos. En el siglo XVII, los españoles peninsulares y los criollos privilegiados adoptaron la moda europea, importando prendas o adquiriéndolas en talleres locales, así es como la vestimenta barroca dominó con telas ricas y adornos recargados. En el último tercio del siglo XVIII, la influencia francesa trajo consigo un estilo más refinado y menos ornamentado. Finalmente, en el siglo XIX, con la independencia de México, la vestimenta comenzó a adquirir rasgos propios que darían origen a la moda nacional.
Virreinato
Durante el virreinato hubo gran demanda de textiles por parte de los indígenas que trabajaban en la minería, esto incrementó el número de obrajes, la producción textil era conocida como obrajes los cuales eran lugares de trabajo dedicados a la fabricación de telas e hilos de lana, algodón y cabuya;  estos disponían de más de 12 telares, en los que trabajaban indígenas sometidos o aquellos que recibían un salario. Los obrajes medianos no superaban los 12 telares, pero contaban con un batán y un molino. Los chorrillos tenían 6 telares o menos, carecían de un batán y producían textiles de baja calidad.
Los obrajes, talleres de hilado y tejido, estaban organizados principalmente según el tipo de trabajo artesanal, con maestros, oficiales y aprendices. Para alcanzar el título de maestro y obtener la licencia para gestionar un obraje, era necesario haber pasado los dos niveles inferiores y haber aprobado el examen de obra maestra.
El sistema legislativo colonial era el encargado de restringir la capacidad de acción de las castas, entre otras medidas, estableciendo su identidad visible, regulando que tipo de prendas se podían usar y prohibiéndoles portar aquellos signos distintivos que correspondían a la alta jerarquía. Para este momento la vestimenta ya era un indicador clave del estatus social, de una corporación o grupo al que pertenecía un individuo; La apariencia era esencial para mantener el orden social y político.
La moda en la Nueva España reflejó un sincretismo cultural, combinando influencias europeas con elementos indígenas. Los textiles comunes incluían algodón, manta, lana o lino. La vestimenta también servía como un símbolo de estatus social, donde el vestido y el calzado reflejaban el poder económico de quien los portaba. Las posibilidades del mercado permitieron que las castas medias y bajas tuvieran acceso a telas y motivos ornamentales, resultando en una indumentaria "mestiza" que reflejaba su propia identidad. 

## Características
La indumentaria durante el Virreinato de la Nueva España, era un reflejo de la estructura social jerárquica y las influencias culturales de la época.
Con la llegada de los españoles, la vestimenta indígena fue transformándose. Las mujeres comenzaron a cubrir su torso al utilizar blusas, enaguas enfatizando la cintura y delantales. Conservando prendas tradicionales como el cueitl, huipiles, quechquémitl, fajas y mamalli. La indumentaria masculina conservó el uso de la tilma, que más tarde dio paso al gabán y la faja. adoptaron por camisas y pantalones.
En la moda femenina predominaban los conjuntos de dos o tres piezas —casaca o casaquín, peto (opcional) y basquiña—, siendo poco comunes los vestidos de una sola pieza.
Mestizos e indígenas solían cubrirse con jorongos y mangas, o incluso con la capa española, aunque estas lucían desgastadas en los sectores pobres. Tanto hombres como mujeres, dejaron el taparrabos por calzones y camisas de manta; En general andaban descalzos y pocos usaban huaraches o zapatos.

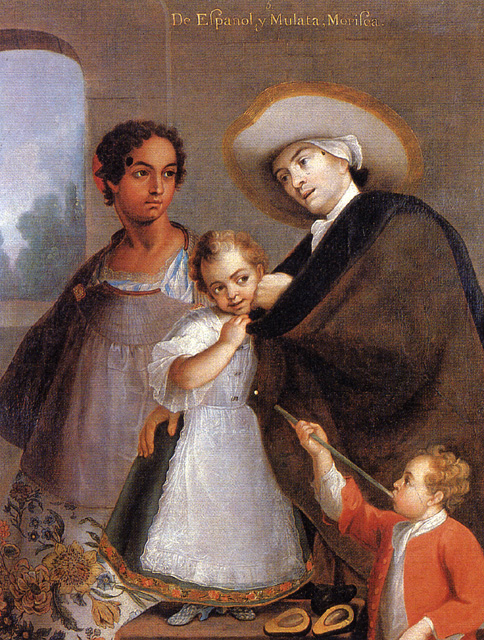
Miguel Cabrera, 1763, Pintura de Castas, 5. from Spaniard and Mulatto, Morisca.

### Clase alta
Las élites novohispanas, compuestas por españoles peninsulares y criollos privilegiados, imitaban las tendencias europeas. Los hombres lucían trajes de tres piezas (chaqueta, chaleco y pantalón), hechos de telares finos importados o producidas en talleres locales. En eventos importantes, los hombres utilizaban de casacas decoradas de seda o plata, camisas blancas, pantalones, chalecos bordados, pelucas y medias blancas.
Las mujeres llevaban vestidos voluminosos, corsés, corpiños ajustados y mantillas, además de visos, enaguas.
Productos como vestidos bordados en oro y plata, sedas, encajes, botones, cigarreras,  joyas y más, las adquirían en el mercado del Parián, ubicado donde hoy está el Zócalo de la Ciudad de México.

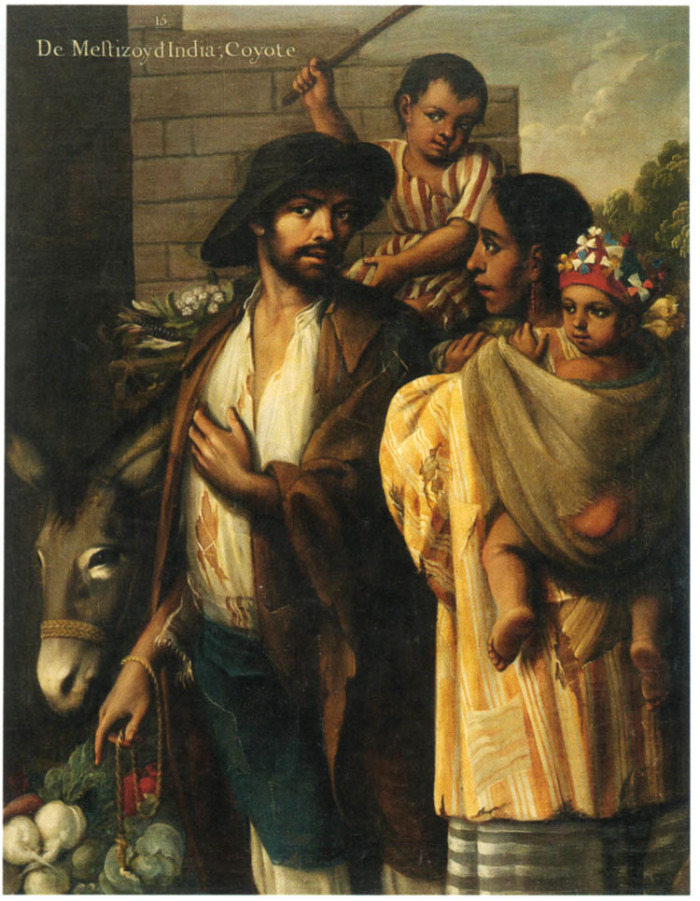
Miguel Cabrera, 1763, Pintura de Castas, 15. De mestizo e india – Coyote.

### Clase baja
Los indígenas abandonaron su desnudez y tuvieron que adoptar la moda europea; vistiendo calzones y camisa de manta. Los sacerdotes indígenas también perdieron sus vestiduras tradicionales y el derecho a llevar el cabello largo, lo que debilitó su autoridad y perdieron sus privilegios.
Los campesinos y artesanos, usaban ropa sencilla y útil para trabajar diariamente. Su vestimenta mostraba una mezcla de elementos europeos y prehispánicos. Los caciques, por ejemplo, podían llevar símbolos cristianos junto con sus antiguos atuendos indígenas. Vestían un traje integrado por una camisa blanca plisada con puños de encaje u olán, corpiño ceñido, con las cintas desatadas y semiabierto, como si fuese un chaleco.
Las mujeres llevaban sayas o enaguas de colores vivos y camisas de mangas anchas con encajes.  Algunas llevaban rebozos decorados con diversos motivos sobre fondos rayados, prenda que se volvió un símbolo de identidad nacional. Usaban zapatos de tacón de colores y, a menudo, llevaban las piernas descubiertas.
La clase baja conseguía su ropa, accesorios y textiles en el Baratillo, un mercado de prendas usadas o robadas, creando así atuendos que imitaban la moda europea y oriental a bajo costo.

### Mestizos y de casta
Los hombres mestizos y de castas vestían con gran diversidad. Algunos llevaban trajes inspirados en la moda francesa; otros, vestían de manera más sencilla o incluso con el torso descubierto. Lo más común era que usaran sayos o jubones colocados sobre la camisa.

### Infantes
Los niños en la Nueva España eran vestidos como adultos. Las ideas ilustradas criticaban las fajas apretadas usadas desde el nacimiento, ya que se consideraba que entorpecían el crecimiento físico y perjudicaba la circulación.

### Ceremonias y recepciones
Durante recepciones y ceremonias importantes, como la llegada de virreyes, se preparaban atuendos ornamentados para los miembros del cabildo, incluyendo terciopelo carmesí, plumas y joyas.
El huipil, prenda ceremonial prehispánica usada por las mujeres nobles, pasó a ser de uso general entre las mujeres indígenas, quienes lo decoraban con listones y bordados.

## Tipos de prendas

### Huipil
Vestido tradicional indígena femenino con variados diseños y bordados. Existía una variante transparente y decorativa, probablemente de encaje o gasa, se utilizaba sobre la camisa, acompañada de una basquiña amplia con ahuecador. Su elegancia y delicadeza permiten suponer que era usado por mujeres indígenas de alta posición.
El enredo es una falda ajustada al tobillo, de origen prehispánico que se combinaba con el huipil común.

### Quexquemitl
Prenda triangular formada por dos piezas unidas, que se colocaba sobre el pecho y la espalda.

### Ayates
Utilizados por mujeres indígenas para cargar niños u objetos en la espalda.

### Xicolli
Similar al sayo, era una prenda prehispánica usada por indígenas urbanos, combinada con camisas y tilmas. La tilma, inicialmente reservada para clases altas, se hizo más común durante el virreinato.

## Textiles
Las mujeres indígenas continuaron cultivando y trabajando el algodón con telares de cintura, siguiendo las técnicas y estilos heredados. Estos diseños eran aplicados en ropa masculina, así como en utensilios domésticos como servilletas y manteles.
Los materiales más usados eran algodón, manta, lino y lana. Las clases bajas vestían con jerga o manta, aunque algunos intentaban usar encajes, sedas o sombreros si lograban los permisos. Pese a lo que se cree, los colores vivos y llamativos eran comunes, sobre todo en actos oficiales.

## Accesorios
De acuerdo a lo que señala María del Carmen Arechavala, con respecto a la indumentaria femenina de la alta sociedad, esta estaba hecha para realzar el estatus, sacrificando la comodidad: “La estética virreinal también impulsaba a las mujeres a calzar zapatos pequeños, pero a costa de verse casi imposibilitadas para caminar." Debido a esto, también tenían que usar guantes muy pequeños, hasta de dos tallas menos, para que estos accesorios, los brazaletes y anillos, pudieran calzarles.

Los hombres del siglo XVIII llevaban casacas decoradas con hilos de seda o plata, volantes, medias de seda; Portaban pelucas blancas para representar elegancia y poder, elaboradas con crin de caballo, lana de cordero o cabello natural.
Thomas Gage señala el gusto por el exceso de joyas: Las piedras preciosas y las perlas están allí tan en uso y tienen en eso tanta vanidad, que nada hay más de sobra que ver cordones y hebillas de diamantes en los sombreros de los señores, y cintillos de perlas en los de los menestrales y gente de oficio. Hasta las negras y las esclavas atezadas tienen sus joyas, y no hay una que salga sin su collar y brazaletes o pulseras de perlas, y sus pendientes con alguna piedra preciosa. 
Era habitual el uso de collares, medallones, crucifijos, aretes de perlas y adornos de vidrio, tanto entre mujeres españolas como indígenas de cierta posición. El uso de materiales lujosos como seda, terciopelo y encaje era una constante en la moda virreinal.